# جائزة راشد بن حميد النعيمي
جائزة راشد بن حميد النعيمي إماراتية للثقافة والعلوم أنشئت عام 1983م برعاية الشيخ حميد بن راشد النعيمي حاكم إمارة عجمان إحياء لذكرى والده الشيخ راشد بن حميد النعيمي الذي كان محباً للعلم وأهله، وحرصاً على إشاعة المعرفة على أساس عميق من الإيمان بالله والاعتزاز بقيم الإسلام الخالدة وحضارته المجيدة.
وتشرف على تنظيم الجائزة جمعية أم المؤمنين النسائية بعجمان الأم التي احتضنت الجائزة منذ إعلان قيامها عام 1983م.
وصدرعن راعي الجائزة الشيخ حميد بن راشد النعيمي قرار بشأن تشكيل مجلس أمناء للجائزة في التاسع من نوفمبر عام 1992م يضم عدداً من القيادات والشخصيات المجتمعية البارزة ذات الخبرات التربوية والأكاديمية للإشراف على الجائزة وإدارة شؤونها ومتابعة تطورها وفقاً لرؤية الجائزة وتحقيقاَ لأهدافها.

## رؤية الجائزة ورسالتها
جائزة رائدة لتنمية ثقافية شاملة، ولتكوين بيئة ثقافية ومعرفية لإثراء المجتمع بعناصر وأعمال علمية وإبداعية متميزة.

## أهداف الجائزة
1. تحقيق تنمية ثقافية متميزة للمجتمع .
2. دعم حركة البحث العلمي وإثراء الحياة الثقافية .
3. تشجيع الباحثين والمبدعين لتقديم أعمال متميزة وأصيلة .
4. نشر البحوث والدراسات المتخصصة والأعمال الإبداعية .
5. التواصل مع الجوائز والمؤسسات ذات الصلة .
6. تعزيز الدور الريادي للجائزة في المجتمع .[4]

## مجالات الجائزة
تغطي الجائزة مجالات عدة وأهمها:
  أ. محور البحوث العلمية التطبيقية والعلوم البحته   
أولاً: البحث العلمي
- الهنـدسة
- الطب والصحة
- عــلوم البيئـــة
- التـغــــذيـــــة
- تــقــنيـــة المــعــلومــات
- موضوع " القضايا الأخلاقية في استخدام الذكاء الاصطناعي "

ب.محور الدراسات الإنسانية
- الدراسات الشرعية والقانونية
- الدراسات التربوية والنفسية
- الدراسات الاجتمــاعية
- الدراسات الإداريـــة
- الدراسات الاقتصادية
- النقد الأدبي

ثانياً: الإبداع الأدبي
- الشعر الفصيح العمودي
- الشعر الفصيح الحديث
- الشعر الشعبي
- القصــة القصــــيرة
- الــرواية
- النصوص المســرحية
- أدب الأطفـــــــال ويشمل:

القــصـــة 
الشعــر

## جائزة "راشد بن حميد للبرمجة"
كماتم إطلاق جائزة "راشد بن حميد للبرمجة"
وصنفت الجائزة إلى خمسة فئات رئيسة :
- فئة الموظف
- فئة المجتمع
- فئة المؤسسة التعليمية
- فئة الجهة الحكومية
- فئة خريج الشهادة المتقدمة.

## روابط خارجية
الموقع الرسمي للجائزة